# Randy Mahaffey
Randolph Mahaffey, detto Randy (LaGrange, 28 settembre 1945), è un ex cestista statunitense, professionista nella ABA.

## Carriera
Venne selezionato dai Los Angeles Lakers al secondo giro del Draft NBA 1967 (16ª scelta assoluta).

## Palmarès
- ABA All-Star Game: 1

1968
- Quarantaquattresimo migliore rimbalzista di sempre ABA